# 传真服务器
传真服务器（Fax Server）是为其他计算机用户提供传真收发服务的软件或硬件系统，作用是将用户文档转化为传真消息并传送到其他用户，以及反过来接收传真消息并形成文档传递给用户。 用户可通过局域网、因特网等多种方式访问传真服务器。
传真软件系统可指控制服务器的软件：数台支持传真的调制解调器（或专用板卡）和电话线相连，这些设备由同一台计算机控制，计算机中的软件基于这些传真设备实现传真服务。其也可指纯软件实现传真服务：软件基于T.38标准（ “Fax over IP” ）实现虚拟调制解调器，通过IP网络收发传真信号。而在传真业务繁忙的大型组织中，通常由一台专用的计算机扮演传真服务器的角色，这时“传真服务器”一词便指代硬件和软件构成的整体系统。

## 与传统传真机相比的优势
- 用户可以在电脑上收发传真，无需离开他们的办公桌。
- 节省纸张，绿色环保，减少碳足迹。
- 节省时间，避免传统传真机的长时间的等待
- 传真服务器上的大部分问题都可以远程诊断和解决,方便管理。
- 可以对传真过程进行监控或记录，方便日后的数据管理。
- 在服务器端可以设定黑名单，过滤垃圾传真，减少被攻击的可能。
- 可以在计算机上添加相关应用，让传真实现自动化。